# سن ایسیدرو، سانتاکروز
سن ایسیدرو (به اسپانیایی: San Isidro) یک منطقهٔ مسکونی در بولیوی است که در استان مانوئل ماریا کابالرو واقع شده‌است.